# Knights of Cydonia
«Knights of Cydonia» es una canción de la banda de rock inglesa Muse, perteneciente al álbum Black Holes and Revelations. Se emitió en las emisoras de radio por primera vez el 12 de junio de 2006, y fue lanzada oficialmente como sencillo en el Reino Unido el 27 de noviembre del mismo año, entrando directamente al número 10 de la lista británica de sencillos. 
La primera interpretación en directo de «Knights of Cydonia» tuvo lugar en un evento de la BBC Radio 1, el One Big Weekend, con sede en Dundee, Escocia el 13 de mayo de 2006. 
La canción ha aparecido en distintos medios, como en el videojuego Guitar Hero 3 de 2007. En octubre del año 2015, fue utilizada por 343 Industries y Microsoft Studios para el tráiler del videojuego Halo 5: Guardians. 

## Composición
Howard explicó que el grupo se encontraba en su bus de gira del álbum Absolution en Arizona cuando Matt comenzó a repetir el riff principal de la canción mientras veían el desierto pasar. "Caballos cabalgando, Texas, trompetas... Queríamos describir un viaje, hacer que sonara como Joe Meek". En palabras de Wolstenholme, «Knights of Cydonia» es "40 años de historia del rock en seis minutos". Bellamy explica que la canción trata sobre "la fortaleza del espíritu humano luchando contra las fuerzas que la tratan de manipular". En una entrevista para Radio X en 2018, Bellamy también dijo que «Knights of Cydonia» fue la primera vez en la que abrazaron la fantasía y la locura en el estudio. "No podíamos creer lo popular que se volvió la canción. Es la mejor canción para cerrar los conciertos que hemos tenido. El público se vuelve loco con el riff final, pero cuando la estábamos grabando nos estábamos partiendo de risa".
La canción inicia con un espacio sonoro cinemático en el que se puede oír una explosión, caballos galopando y disparos láser, inspirado en Encuentros en la tercera fase (1977). Está compuesta por diversas partes producidas y arregladas de modo distinto, como por ejemplo, el comienzo, inspirado por la música de la Commodore C64.
El sonido de guitarra está inspirado en la canción «Telstar», del grupo The Tornadoes, cuyo guitarrista, George Bellamy, es padre de Matt. También se encuentran referencias a las primeras experimentaciones sonoras de la BBC, como la de la entradilla de Doctor Who. Esta referencia también está presente en la canción «Uprising», del siguiente álbum.
El nombre "Cydonia" hace alusión a una región de Marte en la cual se cree que podría haber habido vida, además de ser la parte donde se encuentra la famosa Caras de Marte.

## Video musical
El video musical de «Knights of Cydonia» fue rodado en cinco días: tres en Rumania, otro día en Londres, Reino Unido y el quinto en California, Estados Unidos, y fue lanzado el 11 de julio de 2006. Fue rodado con una ambientación de los antiguos spaghetti western con toques futuristas, y con créditos incluidos. 
El video fue dirigido por Joseph Kahn, y protagonizado por los actores británicos Russ Bain como el vaquero protagonista, Richard Brake como su antagonista (Sheriff Baron Klaus Rottingham), y Cassandra Bell en el papel de la princesa Shane Kuriyami. Los personajes anuncian algunas de las frases de la canción, como "No one's going to take me alive" ("Nadie me atrapará con vida") y "You and I must fight for our rights" ("Tú y yo debemos luchar por nuestros derechos"). La historia sigue al héroe vaquero, quien es derrotado por el vaquero antagonista y dado por muerto en el desierto. Allí aparece la mujer montada sobre un unicornio y le presenta un CD con nuevos estilos de combate. Antes de que la mujer del héroe caiga del patíbulo presa por el vaquero de negro, el héroe corta la soga con un disparo. Salvándola, utiliza el CD para reflejar contra él uno de los rayos láser de los vaqueros malos. Habiendo derrotado al malvado vaquero, el héroe cabalga hacia el amanecer con su chica. Los miembros de la banda aparecen tocando la canción en algunas partes en forma de holograma.
Una breve escena en la cual Bain tenía sexo con su interés amoroso fue eliminada del video para su presentación en televisión. La versión completa sin censura está disponible en la página web del director.

## En vivo
Durante la gira del álbum Black Holes and Revelations, la banda abría sus conciertos con «Knights of Cydonia», precedida por el tema «Dance of the Knights» de Serguéi Prokófiev. Más adelante, se decidió mover el tema al final, como cierre de sus conciertos. Desde 2008, la canción inicia con Chris Wolstenholme tocando «The Man with the Harmonica» de Ennio Morricone con la harmónica. La introducción va in crescendo, uniéndosele guitarra y batería hasta llegar a su clímax y transicionar a «Knights of Cydonia». 

## Recepción
En 2007, «Knights of Cydonia» fue la canción número 1 del Triple J Hottest 100 y número 18 del Triple J Hottest 100 of All Time de Australia. En 2011, la revista NME la incluyó en el número 44 en su lista "150 Best Tracks of the Past 15 Years".
La DJ de la BBC Radio 1, Annie Mac, describió la canción como "seis minutos y siete segundos de pura genialidad".

## Posicionamiento
| Semanas  | 1 | 2 | 3 | 4 |
| Posición | 1 | 1 | 2 | 1 |